# Suicidal Angels
I Suicidal Angels sono un gruppo musicale thrash metal greco.

## Storia del gruppo

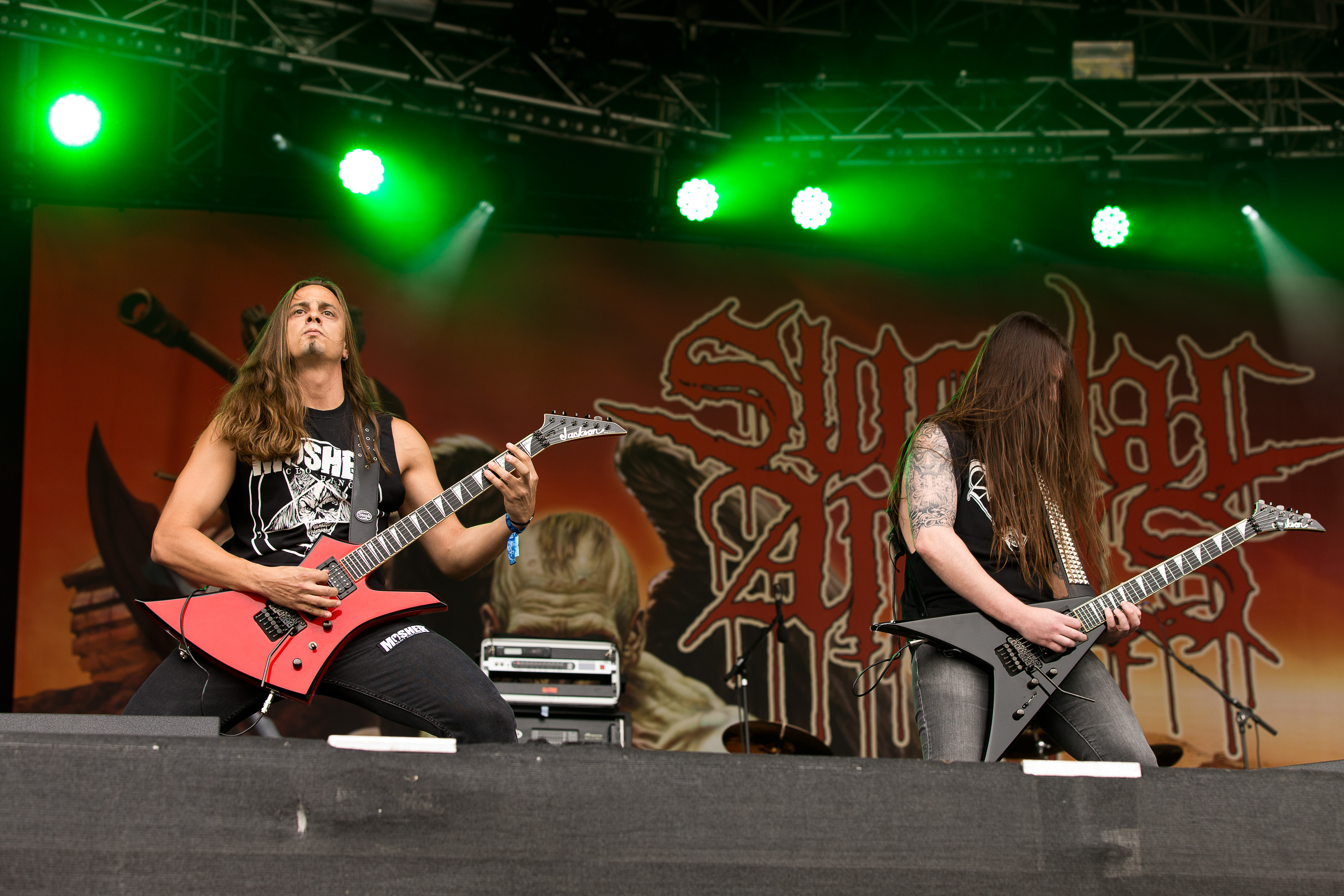
Gus Drax e Nick Melissourgos al Rockharz Open Air 2016

I Suicidal Angels nascono in Grecia nel 2001. Dopo aver prodotto tre demo la band pubblica nel 2006 il primo EP, Armies of Hell, contenente quattro canzoni. Il primo album della band, Eternal Domination, vede luce nel 2007 e viene pubblicato per la OSM Records. La band nel 2007 accompagna i greci Rotting Christ nel Theogonia Balkans Tour. Nello stesso anno partecipano al The Reanimated Tour insieme a Massacre, Extreme Noise Terror e Denial Fiend e anche all'Horns up Festival Tour nell'aprile 2008, insieme ai thrasher inglesi Onslaught. Dopo il tour la band partecipa al concorso Rock The Nation, vincendo il quale guadagna un contratto con la major Nuclear Blast Records, questo permette ai Suicidal Angels nel marzo 2009 di entrare nei Prophecy and Music Factory Studios in Germania con il produttore Liapakis per registrare il secondo album, Sanctify the Darkness, uscito il 20 novembre 2009.
Il 19 novembre 2010 esce il terzo album della band intitolato Dead Again e successivamente partecipano al Thrashfest tour 2010 con Kreator, Exodus e Death Angel, in tutta Europa. Nel 2011 la band partecipa al Sonic Retribution Tour in compagnia dei Death Angel, al Metalfest Open Air e al MetalCamp Open Air.
Nel giugno 2011 la band annuncia che presto sarebbe entrata in studio per registrare il quarto album, Bloodbath, che è uscito il 27 gennaio 2012. In seguito alla pubblicazione il gruppo è partito per il Full of Hate Tour in compagnia di Cannibal Corpse, Behemoth, Legion of the Damned e Misery Index.

## Formazione

### Formazione attuale
- Nick Melissourgos – chitarra e voce (2001-presente)
- Gus Drax – chitarra (2015-presente)
- Aggelos Lelikakis – basso (2013-presente)
- Orpheas Tzortzopoulos – batteria (2003-presente)

### Ex componenti
- Thodoris Paralis – basso
- Christina Gemidopoulou – basso
- John Koutsamanis – basso
- Kostas Antoniou – basso
- Thanos Athanasopoulos – chitarra
- Themis Katsimichas – chitarra (2004-2009)
- Sotiris Skarpalezos – basso (2006-2008)
- Angelos Kritsotakis – basso (2009-2013)
- Panos Spanos – chitarra (2009-2012)
- Chris Tsitsis – chitarra (2012-2015)

## Discografia
- 2007 – Eternal Domination (Old School Metal Records)
- 2009 – Sanctify the Darkness (Nuclear Blast)
- 2010 – Dead Again (NoiseArt Records)
- 2012 – Bloodbath (NoiseArt Records)
- 2014 – Divide and Conquer (NoiseArt Records)
- 2016 – Division of Blood